# Haematopota tamerlani
Haematopota tamerlani är en tvåvingeart som beskrevs av Szilady 1923. Haematopota tamerlani ingår i släktet Haematopota och familjen bromsar. Inga underarter finns listade i Catalogue of Life.